# La Liga 2013/2014
La Liga 2013/2014 är den 83:e upplagan av Spaniens högsta liga i fotboll för herrar. Säsongen började den 17 augusti 2013 och avslutades den 18 maj 2014. FC Barcelona är regerande mästare. Bland de 20 lagen i serien så flyttades Elche CF, Villarreal CF och UD Almería upp föregående säsongs Segunda División. De ersatte nedflyttade RCD Mallorca, Deportivo La Coruña och Real Zaragoza.

## Lag

### Arenor
| Lag             | Ort           | Arena                     | Publikkapacitet |
| --------------- | ------------- | ------------------------- | --------------- |
| Athletic Bilbao | Bilbao        | San Mamés                 | 53 332          |
| Atlético Madrid | Madrid        | Vicente Calderón          | 54 851          |
| CA Osasuna      | Pamplona      | El Sadar                  | 19 553          |
| Celta Vigo      | Vigo          | Estadio de Balaídos       | 31 800          |
| Elche CF        | Elche         | Martínez Valero           | 36 017          |
| FC Barcelona    | Barcelona     | Camp Nou                  | 99 354          |
| Getafe CF       | Getafe        | Coliseum Alfonso Pérez    | 17 700          |
| Granada CF      | Granada       | Los Cármenes              | 22 524          |
| Levante UD      | Valencia      | Estadi Ciutat de València | 25 534          |
| Málaga CF       | Málaga        | La Rosaleda               | 28 963          |
| Rayo Vallecano  | Madrid        | Campo de Vallecas         | 15 489          |
| RCD Espanyol    | Barcelona     | Cornellà-El Prat          | 40 500          |
| Real Betis      | Sevilla       | Benito Villamarín         | 52 745          |
| Real Madrid     | Madrid        | Santiago Bernabéu         | 80 354          |
| Real Sociedad   | San Sebastián | Anoeta                    | 32 076          |
| Real Valladolid | Valladolid    | Estadio José Zorrilla     | 26 512          |
| Sevilla FC      | Sevilla       | Ramón Sánchez Pizjuán     | 45 500          |
| UD Almería      | Almería       | Estadio de Mediterráneo   | 22 000          |
| Valencia CF     | Valencia      | Mestalla                  | 55 000          |
| Villarreal CF   | Vila-real     | El Madrigal               | 25 000          |

### Klubbinformation
Precis som föregående år förser Nike den officiella matchbollen till alla matcher.
| Lag             | Ordförande               | Huvudtränare           | Lagkapten          | Ställ-tillverkare | Tröjsponsor                  |
| --------------- | ------------------------ | ---------------------- | ------------------ | ----------------- | ---------------------------- |
| Almería         | Alfonso García           | Francisco              | Corona             | Nike              | Urcisol                      |
| Athletic Bilbao | Josu Urrutia             | Ernesto Valverde       | Carlos Gurpegui    | Nike              | Petronor                     |
| Atlético Madrid | Enrique Cerezo           | Diego Simeone          | Gabi               | Nike              | Azerbajdzjan                 |
| Barcelona       | Sandro Rosell            | Gerardo Martino        | Carles Puyol       | Nike              | Qatar Airways                |
| Betis           | Miguel Guillén           | Gabriel Calderón       | Juanma             | Macron            | Cirsa                        |
| Celta Vigo      | Carlos Mouriño           | Luis Enrique           | Borja Oubiña       | Adidas            | Citroën och Estrella Galicia |
| Elche           | José Sepulcre            | Fran Escribá           | Sergio Mantecón    | Acerbis           | Gioseppo                     |
| Espanyol        | Ramon Condal             | Javier Aguirre         | Sergio García      | Puma              | Cancún                       |
| Getafe          | Ángel Torres             | Cosmin Contra          | Jaime Gavilán      | Joma              | Confremar                    |
| Granada         | Quique Pina              | Lucas Alcaraz          | Diego Mainz        | Luanvi            | Caja Granada                 |
| Levante         | Quico Catalán            | Joaqúin Caparrós       | Juanfran           | Kelme             | Comunitat Valenciana         |
| Málaga          | Schejk Abdullah Al Thani | Bernd Schuster         | Duda               | Nike              | UNESCO                       |
| Osasuna         | Miguel Archanco          | Javi Gracia            | Francisco Puñal    | Adidas            | Lacturale                    |
| Rayo Vallecano  | Raúl Martín Presa        | Paco Jémez             | Roberto Trashorras | Erreà             | AE                           |
| Real Madrid     | Florentino Pérez         | Carlo Ancelotti        | Iker Casillas      | Adidas            | Fly Emirates                 |
| Real Sociedad   | Jokin Aperribay          | Jagoba Arrasate        | Xabi Prieto        | Nike              | Canal+ och Kutxa             |
| Sevilla         | José María del Nido      | Unai Emery             | Ivan Rakitić       | Warrior           | Interwetten                  |
| Valencia        | Amadeo Salvo             | Juan Antonio Pizzi     | Ricardo Costa      | Joma              | JinKO Solar                  |
| Valladolid      | Carlos Suárez            | Juan Ignacio Martínez  | Javier Baraja      | Hummel            |                              |
| Villarreal      | Fernando Roig Alfonso    | Marcelino García Toral | Bruno              | Xtep              | Pamesa Cerámica              |

## Tabeller

### Poängtabell
| Nr | Lag             | S  | V  | O  | F  | GM  | IM | MS  | P  |
| -- | --------------- | -- | -- | -- | -- | --- | -- | --- | -- |
| 1  | Atlético Madrid | 38 | 28 | 6  | 4  | 77  | 26 | +51 | 90 |
| 2  | Barcelona (RL)  | 38 | 27 | 6  | 5  | 100 | 33 | +67 | 87 |
| 3  | Real Madrid     | 38 | 27 | 6  | 5  | 104 | 38 | +66 | 87 |
| 4  | Athletic Bilbao | 38 | 20 | 10 | 8  | 66  | 39 | +27 | 70 |
| 5  | Sevilla         | 38 | 18 | 9  | 11 | 69  | 52 | +17 | 63 |
| 6  | Villarreal      | 38 | 17 | 8  | 13 | 61  | 53 | +8  | 59 |
| 7  | Real Sociedad   | 38 | 16 | 11 | 11 | 60  | 44 | +16 | 59 |
| 8  | Valencia        | 38 | 13 | 10 | 15 | 51  | 53 | −2  | 49 |
| 9  | Celta de Vigo   | 38 | 14 | 7  | 17 | 49  | 54 | −5  | 49 |
| 10 | Levante         | 38 | 12 | 12 | 14 | 35  | 43 | −8  | 48 |
| 11 | Malaga          | 38 | 12 | 9  | 17 | 39  | 46 | −7  | 45 |
| 12 | Rayo Vallecano  | 38 | 13 | 4  | 21 | 46  | 80 | −34 | 43 |
| 13 | Getafe          | 38 | 11 | 9  | 18 | 35  | 54 | −19 | 42 |
| 14 | Espanyol        | 38 | 11 | 9  | 18 | 41  | 51 | −10 | 42 |
| 15 | Granada         | 38 | 12 | 5  | 21 | 32  | 57 | −25 | 41 |
| 16 | Elche           | 38 | 9  | 13 | 16 | 30  | 50 | −20 | 40 |
| 17 | Almería         | 38 | 11 | 7  | 20 | 43  | 71 | −28 | 40 |
| 18 | Osasuna         | 38 | 10 | 9  | 19 | 32  | 62 | −30 | 39 |
| 19 | Valladolid      | 38 | 7  | 15 | 16 | 38  | 60 | −22 | 36 |
| 20 | Betis           | 38 | 6  | 7  | 25 | 36  | 78 | −42 | 25 |

### Resultattabell
| Hemma \ Borta   | ALM | AB  | AM  | BAR | BET | CV  | ELC | ESP | GET | GRA | LEV | MÁL | OSA | RV  | RM  | RS  | SEV | VAL | VLD | VIL |
| Almería         | —   | 0–0 | 2–0 | 0–2 | 3–2 | 2–4 | 2–2 | 0–0 | 1–0 | 3–0 | 2–2 | 0–0 | 1–2 | 0–1 | 0–5 | 4–3 | 1–3 | 2–2 | 1–0 | 2–3 |
| Athletic Bilbao | 6–1 | —   | 1–2 | 1–0 | 2–1 | 3–2 | 2–2 | 1–2 | 1–0 | 4–0 | 2–1 | 3–0 | 2–0 | 2–1 | 1–1 | 1–1 | 3–1 | 1–1 | 4–2 | 2–0 |
| Atlético Madrid | 4–2 | 2–0 | —   | 0–0 | 5–0 | 2–1 | 2–0 | 1–0 | 7–0 | 1–0 | 3–2 | 1–1 | 2–1 | 5–0 | 2–2 | 4–0 | 1–1 | 3–0 | 3–0 | 1–0 |
| Barcelona       | 4–1 | 2–1 | 1–1 | —   | 3–1 | 3–0 | 4–0 | 1–0 | 2–2 | 4–0 | 7–0 | 3–0 | 7–0 | 6–0 | 2–1 | 4–1 | 3–2 | 2–3 | 4–1 | 2–1 |
| Betis           | 0–1 | 0–2 | 0–2 | 1–4 | —   | 1–2 | 1–2 | 2–0 | 2–0 | 0–0 | 0–0 | 1–2 | 1–2 | 2–2 | 0–5 | 0–1 | 0–2 | 3–1 | 4–3 | 1–0 |
| Celta Vigo      | 3–1 | 0–0 | 0–2 | 0–3 | 4–2 | —   | 0–1 | 2–2 | 1–1 | 1–1 | 0–1 | 0–2 | 1–1 | 0–2 | 2–0 | 2–2 | 1–0 | 2–1 | 4–1 | 0–0 |
| Elche           | 1–0 | 0–0 | 0–2 | 0–0 | 0–0 | 1–0 | —   | 2–1 | 1–0 | 0–1 | 1–1 | 0–1 | 0–0 | 2–0 | 1–2 | 1–1 | 1–1 | 2–1 | 0–0 | 0–1 |
| Espanyol        | 1–2 | 3–2 | 1–0 | 0–1 | 0–0 | 1–0 | 3–1 | —   | 0–2 | 1–0 | 0–0 | 0–0 | 1–1 | 2–2 | 0–1 | 1–2 | 1–3 | 3–1 | 4–2 | 1–2 |
| Getafe          | 2–2 | 0–1 | 0–2 | 2–5 | 3–1 | 2–0 | 1–1 | 0–0 | —   | 3–3 | 1–0 | 1–0 | 2–1 | 0–1 | 0–3 | 2–2 | 1–0 | 0–1 | 0–0 | 0–1 |
| Granada         | 0–2 | 2–0 | 1–2 | 1–0 | 1–0 | 1–2 | 1–0 | 0–1 | 0–2 | —   | 0–2 | 3–1 | 0–0 | 0–3 | 0–1 | 1–3 | 1–2 | 0–1 | 4–0 | 2–0 |
| Levante         | 1–0 | 1–2 | 2–0 | 1–1 | 1–3 | 0–1 | 2–1 | 3–0 | 0–0 | 0–1 | —   | 1–0 | 2–0 | 0–0 | 2–3 | 0–0 | 0–0 | 2–0 | 1–1 | 0–3 |
| Málaga          | 2–0 | 1–2 | 0–1 | 0–1 | 3–2 | 0–5 | 0–1 | 1–2 | 1–0 | 4–1 | 1–0 | —   | 0–1 | 5–0 | 0–1 | 0–1 | 3–2 | 0–0 | 1–1 | 2–0 |
| Osasuna         | 0–1 | 1–5 | 3–0 | 0–0 | 2–1 | 0–2 | 2–1 | 1–0 | 2–0 | 1–2 | 0–1 | 0–2 | —   | 3–1 | 2–2 | 1–1 | 1–2 | 1–1 | 0–0 | 0–3 |
| Rayo Vallecano  | 3–1 | 0–3 | 2–4 | 0–4 | 3–1 | 3–0 | 3–0 | 1–4 | 1–2 | 0–2 | 1–2 | 4–1 | 1–0 | —   | 2–3 | 1–0 | 0–1 | 1–0 | 0–3 | 2–5 |
| Real Madrid     | 4–0 | 3–1 | 0–1 | 3–4 | 2–1 | 3–0 | 3–0 | 3–1 | 4–1 | 2–0 | 3–0 | 2–0 | 4–0 | 5–0 | —   | 5–1 | 7–3 | 2–2 | 4–0 | 4–2 |
| Real Sociedad   | 3–0 | 2–0 | 1–2 | 3–1 | 5–1 | 4–3 | 4–0 | 2–1 | 2–0 | 1–1 | 0–0 | 0–0 | 5–0 | 2–3 | 0–4 | —   | 1–1 | 1–0 | 1–0 | 1–2 |
| Sevilla         | 2–1 | 1–1 | 1–3 | 1–4 | 4–0 | 0–1 | 3–1 | 4–1 | 3–0 | 4–0 | 2–3 | 2–2 | 2–1 | 4–1 | 2–1 | 1–0 | —   | 0–0 | 4–1 | 0–0 |
| Valencia        | 1–2 | 1–1 | 0–1 | 2–3 | 5–0 | 2–1 | 2–1 | 2–2 | 1–3 | 2–1 | 2–0 | 1–0 | 3–0 | 1–0 | 2–3 | 1–2 | 3–1 | —   | 2–2 | 2–1 |
| Valladolid      | 1–0 | 1–2 | 0–2 | 1–0 | 0–0 | 3–0 | 2–2 | 1–0 | 1–0 | 0–1 | 1–1 | 2–2 | 0–1 | 1–1 | 1–1 | 2–2 | 2–2 | 0–0 | —   | 1–0 |
| Villareal       | 2–0 | 1–1 | 1–1 | 2–3 | 1–1 | 0–2 | 1–1 | 2–1 | 0–2 | 3–0 | 1–0 | 1–1 | 3–1 | 4–0 | 2–2 | 5–1 | 1–2 | 4–1 | 2–1 | —   |